# Små solsystemsobjekt

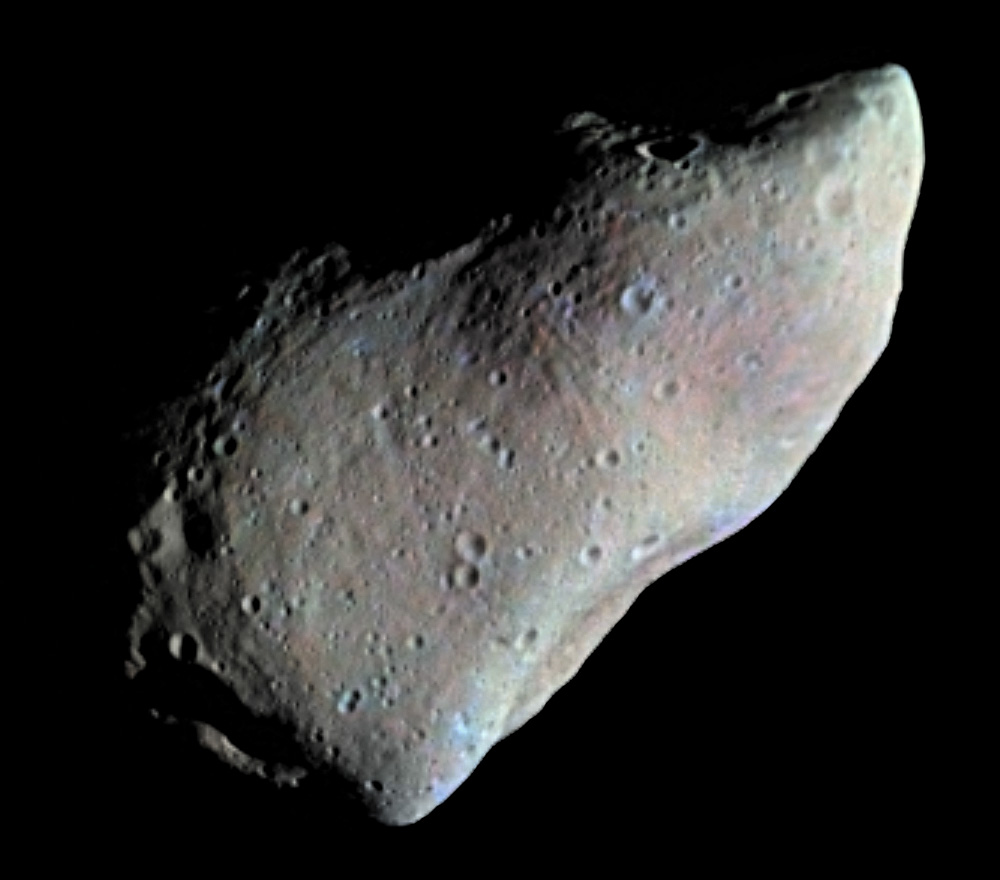
Asteroiden 951 Gaspra är ett av de små solsystemsobjekten.

Små solsystemsobjekt är en definition som 2006 infördes av IAU.
Alla andra föremål, utom naturliga satelliter, som kretsar kring Solen skall kallas för samlingstermen "små solsystemsobjekt" ... I nuläget omfattas de flesta av solsystemets asteroider, de flesta transneptunska objekten, kometer och andra mindre himlakroppar.
Denna definition omfattar alla kometer och alla mindre planeter som inte är dvärgplaneter. Små solsystemsobjekt är således: klassiska asteroider med undantag för dvärgplaneten Ceres, trojaner, kentaurer och transneptunska objekt förutom Pluto, Haumea, Makemake, Eris och andra himlakroppar som kommer att visa sig vara dvärgplaneter.

## Definition
Det är för närvarande inte klart huruvida en lägre storlek kommer att definieras för vad som ska räknas som små solsystemsobjekt, och om definitionen till exempel kommer innefatta alla objekt ned till storleken meteoroider?
Skillnaden mellan månar och små solsystemsobjekt är att månarnas banor inte går runt solen. Några av de små solsystemsobjekten kan komma att omklassificeras till dvärgplaneter.
Banorna för de allra flesta små solsystemsobjekten är belägna i två skilda områden, nämligen asteroidbältet och Kuiperbältet.

### Fotnoter
1. ↑  Johan Warell (31 augusti 2006). ”Astronomi: Varför Pluto inte längre platsar”. Nationalencyklopedin. http://www.ne.se/rep/astronomi-varf%C3%B6r-pluto-inte-l%C3%A4ngre-platsar. Läst 24 september 2014.
2. ↑  RESOLUTION B5 - Definition of a Planet in the Solar System Arkiverad 20 juni 2009 hämtat från the Wayback Machine. (IAU)